# 하동 쌍계사 국사암 아미타후불탱
하동 쌍계사 국사암 아미타후불탱(河東 雙磎寺 國師庵 阿彌陀後佛幀)은 경상남도 하동군 화개면 운수리 208, 쌍계사에 있는 조선시대의 불화이다. 
2003년 4월 17일 경상남도의 유형문화재 제386호 쌍계사 국사암 아미타후불탱으로 지정되었다가, 2018년 12월 20일 현재의 명칭으로 변경되었다.

## 개요
쌍계사 국사암 아미타후불탱은 주색 바탕의 화면에 황색선으로 도상을 묘사한 선묘불화이다.
1781년 제작된 이 탱화는 금어 함식(咸湜)이 그렸다. 화면 상단 중앙에는 아미타여래좌상이 높은 연화좌대에 결가좌하고 그 아래쪽 좌우에는 팔대보살상이 시립하고 있으며, 그 위쪽에는 십대제자상이 좌우측에 각각 5구씩 배치되어 있다. 화면 상단 천공에는 합장형의 분신불이 작게 묘사되어 있다. 
견본채색의 재질인 이 탱화는 세로가 긴 직사각형(155.5cm×113.7cm)으로 1폭(3부(副) 1포(鋪))이다. 당초 국사암 인법당에 봉안되어 있었으나 현재는 성보박물관에 소장되어 있다.

## 참고 자료
- 하동 쌍계사 국사암 아미타후불탱 - 국가유산청 국가유산포털